# دلتای کرونکر
تابع دلتای کرونکر (به انگلیسی: Kronecker delta) تابعی با دو متغیر نامگذاری شده به نام ریاضیدان آلمانی لئوپولد کرونکر، و به صورت زیر تعریف می‌شود:
{\displaystyle \delta _{ij}=\left\{{\begin{matrix}1,&{\mbox{if }}i=j\\0,&{\mbox{if }}i\neq j\end{matrix}}\right.}
بدین معنی که اگر دو متغیر با هم برابر بودند مقدار دلتا ۱، و در غیر این صورت مقدار آن صفر خواهد بود. به عنوان مثال {\displaystyle \delta _{23}=0} است و مقدار {\displaystyle \delta _{44}=1} خواهد بود. گاهی در جبر خطی و در حساب تانسورها دو متغیر را به صورت مختصه بالا و پائین نمایش می‌دهند: {\displaystyle \delta _{j}^{i}}.
این تابع در جبر خطی و بخصوص حساب تانسورها و ماتریس‌ها کاربردهای فراوانی دارد و به ساده سازی محاسبات کمک شایانی می‌کند.

## ویژگی‌ها
اگر {\displaystyle j\in \mathbb {Z} } باشد خواهیم داشت:
{\displaystyle \sum _{i=-\infty }^{\infty }\delta _{ij}a_{i}=a_{j}.}

## تعمیم
می‌توان تابع دلتای دو متغیره را تعمیم داد:
{\displaystyle \delta _{i_{1}i_{2}\dots i_{n}}^{j_{1}j_{2}\dots j_{n}}=\prod _{k=1}^{n}\delta _{i_{k}j_{k}}.}
بدین معنی که اگر تمام مختصه‌های بالا با متناظر مختصه‌های پائین شان برابر بود دلتا برابر 1، و در غیر این صورت برابر صفر خواهد بود.